# Chan Kim (golfer)
Chan Kim (Suwon, Zuid-Korea, 24 maart 1990) is een Amerikaanse golfer. Hij groeide op in Honolulu en woont sinds zijn studietijd in Gilbert, Arizona.

## Amateur
Kim zat op de Hamilton High School, studeerde aan de Arizona State University en speelde college golf voor de Sun Devils.
Via kwalificatietoernooien deed hij in 2010 mee aan het Utah Championship van de PGA TOUR en het Soboba Championship van de  Nationwide Tour.

### Gewonnen
- 2004: OJGA/Pearl Junior Open Boys (13-14 jaar)
- 2005: Callaway Golf PGA Junior Series #7 (13-15 jaar)
- 2006: Hawaii High School State Golf Championship
- 2007: Hawaii State Stroke Play Championship
- 2008: Arizona Stroke Play Championship, 43e Pacific Coast Amateur (-17) in Tucson
- 2010: Arizona Stroke Play Championship (-14) op TPC Scottsdale

## Professional
Kim werd in 2011 professional. In 2012 won hij Stage 1 van de Tourschool op Ribagolfe en in 2013 was hij een rookie op de Europese Challenge Tour. In september stond hij nummer 85 op de Order of Merit. Hoewel hij zijn speelrecht veilig had gesteld, ging hij terug naar de Tourschool om zijn categorie voor 2014 te verbeteren.

### Gewonnen
Gateway Tour
- 2012: Tournament 5 (-11)

Europese Tour
- 2012: Tourschool, Stage 1 (-6)